# 与那国町立与那国中学校
与那国町立与那国中学校（よなぐにちょうりつ よなぐにちゅうがっこう）は、沖縄県八重山郡与那国町にある町立中学校。

## 沿革
- 昭和24年（1949年）4月18日開校。